# Роско Шелтон
Роско Е. Шелтон-молодший (англ. Roscoe E. Shelton, Jr.; 22 серпня 1931, Лінчбург, Теннессі — 27 липня 2002, Нашвілл, Теннессі) — американський блюзовий і ритм-енд-блюзовий співак.

## Біографія
Народився 22 серпня 1931 року в Лінчбурзі (Теннессі), але дитинство провів у Нашвіллі. У молодості співав госпел в ансамблях The Fairfield Four (з 1949) і The Skylarks (з 1954). В 1956—1957 роках записувався у складі Skylarks на Nashboro Records, госпел лейблі Ерні Янга, якому також належав Excello Records. Після розпаду гурту виступав і гастролював разом з друзями дитинства ДеФордом Бейлі, мол. і Боббі Геббом.
З 1958 року почав записуватись на Excello. У 1961 році вийшов дебютний альбом Roscoe Shelton Sings. У 1964—1965 роках записувався на лейблі Sims, де хітом стала «Strain on My Heart», яка посіла 25-е місце в чарті R&B Singles журналу «Billboard». Sims був викуплений лейблом Sound Stage 7. У 1966 році лейбл випустив пісню Шелтона «Easy Going Fellow», яка посіла 32-е місце в R&B Singles. Того ж року вийшов другий альбом Soul in His Music, Music in His Soul.
У 1969 році Шелтон завершив музичну кар'єру, після чого працював в медичному коледжі Магарі у Нашвіллі. У 1994 році Шелтон разом з Ерлом Гейнсом і Кліффордом Каррі об'єднались у гурт the Excello Legends і записали альбом Tennessee R&B Live. Продюсер Фред Джеймс випустив альбом Let It Shine у 1998 році і спільний Шелтона з Гейнсом Let's Work Together у 2000 році.
Помер 27 липня 2002 року від раку в баптистській лікарні в Нашвіллі.

## Дискографія

### Альбоми
- Roscoe Shelton Sings (Excello, 1961)
- Soul in His Music, Music in His Soul (Sound Stage 7, 1966)
- Strain on Your Heart (Charly, 1987)
- Roscoe Shelton Sings (P-Vine, 1995)
- She's the One (Appaloosa, 1996)
- Tennessee R&B Live (Appaloosa, 1997)
- Let It Shine (Black Top, 1998)
- Let's Work Together (Cannonball, 2000)

### Сингли
- «I've Been Faithful»/«We've Been Wrong» (Excello, 1960)
- «Let Me Believe In You»/«Miss You So» (Excello, 1960)
- «Strain On My Heart»/«Question» (Sims, 1964)